# Moribund Oblivion
Moribund Oblivion – turecki blackmetalowy zespół założony w 1999 roku w Stambule. 

## Obecny skład zespołu
- Bahadır Uludağlar
- Serdar Semen
- Fatih Kanık

## Dyskografia
- Khanjar [2003]
- Like A Falling Haze (EP) [2003]
- Machine Brain [2005]
- Time To Face [2007]
- K.I.N./Killer Is Nowhere [2008]
- Manevi [2013]
- Turk [2015]
- False Consolation (EP) [2015]
- Endless [2020]